# هماگ بالا
هماگ بالا، روستایی در دهستان سیاهو بخش مرکزی شهرستان بندرعباس در استان هرمزگان ایران است.

## ازتفاعات
منطقه توتنگ هماگ بالا با قله ۳۲۶۷ متری هماگ یاتشگر بزرگ‌ترین کوه استان هرمزگان را در خود جای داده است و در زمستان برف را به خود مشاهده می‌کند که همین باعث جذب کوهنوردان و گردشگران زیادی به این منطقه می شود.این منطقه به خاطر آب و هوای خوب خود به بهشت هرمزگان شهرت دارد.

## اماکن مذهبی
مرقد مطهر امامزاده شاه صفی‌الله(ع) از فرزندان امام موسی  کاظم(ع) در این روستا خوش آب و هوا قرار دارد.

## پیشه و شغل
پیشه و شغل اصلی مردم این روستا باغداری و صادرات است. محصول اصلی کشت این روستا نارنگی و خرما  می‌باشد. و دام اصلی گوسفند میباشد .

## جمعیت
بر پایه سرشماری عمومی نفوس و مسکن در سال ۱۳۹۵، جمعیت این روستا برابر با ۲۵۴ نفر (۸۴ خانوار) بوده‌است.